# Período azul de Picasso

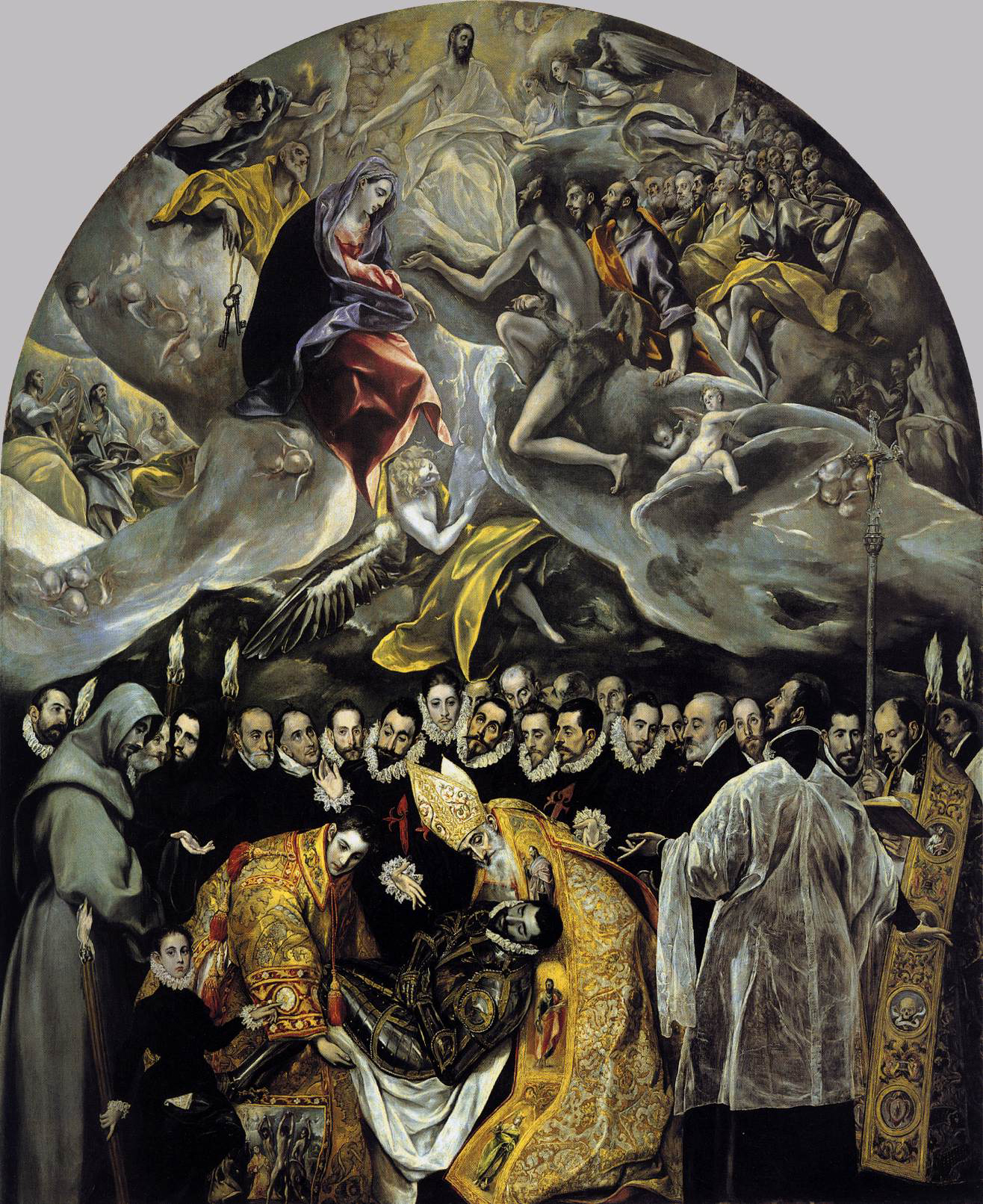
O Enterro do Conde de Orgaz (1586–1588, Igreja de Santo Tomé, Toledo), obra mais conhecida de El Greco. A divisão do espaço em duas zonas inspirou a Picasso no seu quadro Evocação - O funeral de Casagemas.

O período azul de Picasso decorreu entre 1901 e 1904. O nome provém da cor que dominava a gama cromática das pinturas, e teve a sua origem no suicídio do seu amigo Carlos Casagemas em  17 de fevereiro de 1901, que deixou a Picasso cheio de dor e de tristeza.[carece de fontes?]

## A morte de Casagemas

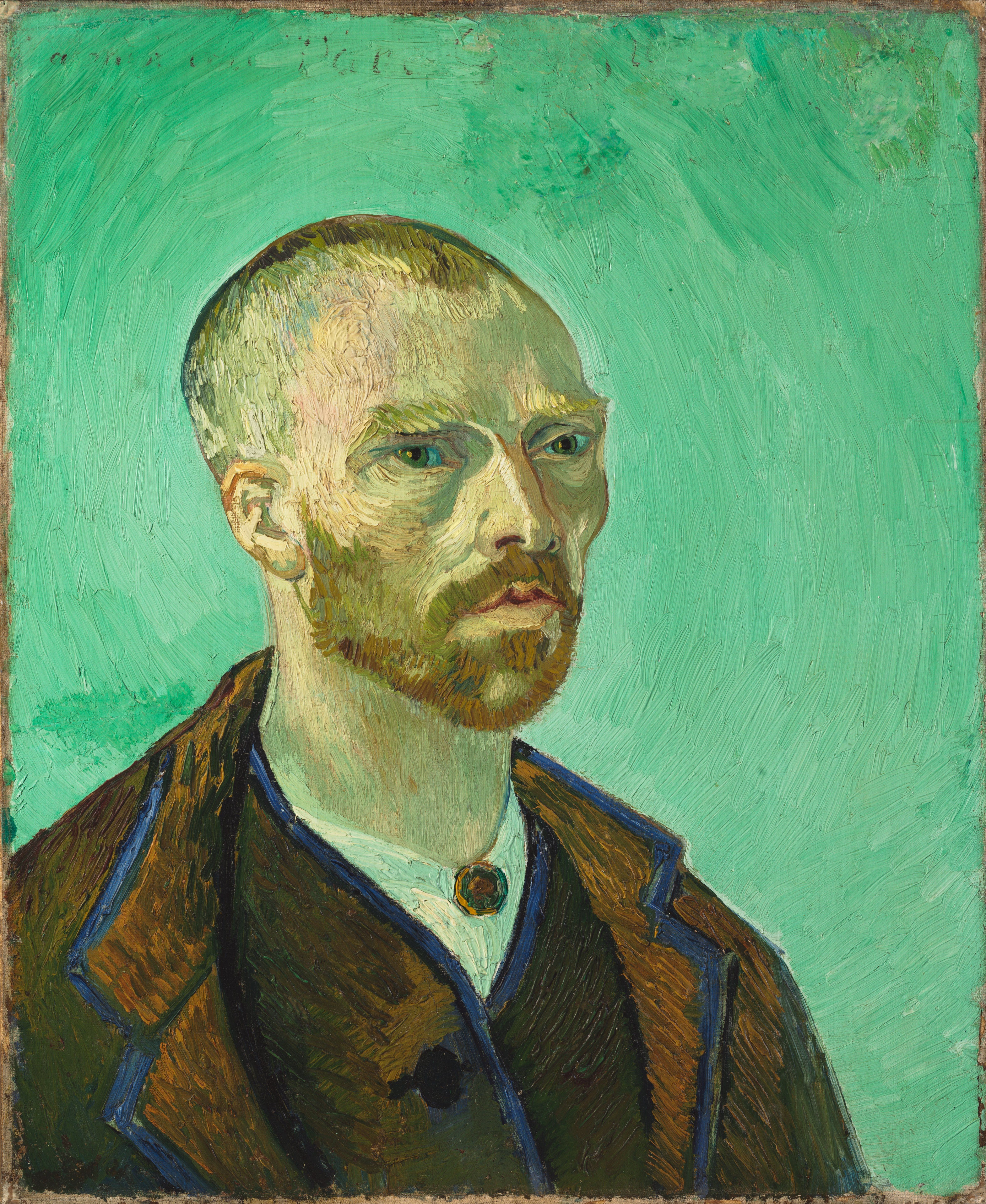
Van Gogh num autorretrato dedicado a Gauguin.

Casagemas, após tentar assassinar a sua amante Germaine, uma dançarina do Moulin Rouge que frequentava o círculo de artistas espanhóis em que se movimentavam, suicidou-se em Paris. Picasso, motivado e sensibilizado pela morte do seu amigo, pintou um quadro que nomeou A morte de Casagemas, quadro alegórico que começava a mostrar o seu passo ao período azul. A divisão do espaço do quadro em duas partes, terra e céu, corpo e espírito, lembra a do Enterro do conde de Orgaz, de El Greco.
Outras influências na obra de Picasso neste período foram as de Van Gogh e Gauguin, o primeiro, sobretudo, a um nível psicológico, como se reflete na intensidade emotiva dos quadros desta época, embora também se aprecie uma simplificação de volumes e contornos definidos que sugerem em Gauguin, do que também tomaria uma concepção universal da sentimentalidade. Picasso manifestava a solidão das personagens isolando-as num ambiente impreciso, com um uso quase exclusivo do azul por mais de dois anos, fato praticamente sem precedentes na história da arte. Assim mesmo, o alargamento das figuras que se ia introduzindo nas suas obras lembrava novamente o estilo de El Greco.[carece de fontes?]

## Entre Barcelona e Paris
Picasso era um trabalhador infatigável e no final de abril de 1901 regressou a Barcelona, onde expunha Mulher a azul na Exposição Geral de Belas Artes. Em maio voltou novamente para Paris, estabelecendo-se no número 130 do bulevar de Clichy, onde Casagemas costumava ter o seu estudo. Entre junho e julho do mesmo ano, Picasso e Francisco Iturrino realizaram uma exposição na galeria de Vollard, Paris. Sem dinheiro nem trabalho, Picasso conheceu em junho o poeta Max Jacob, com o que manteria uma relação estreita até a sua morte em 1944. Jacob lembraria mais tarde que descobriu a obra de Picasso e, sendo crítico de arte, expressou a sua admiração pelo talento do pintor. Pouco depois recebera um convite do seu representante, Pere Mañach, para apresentar o novo artista, que contava naquele tempo cerca de dezoito anos; estiveram todo o dia vendo a ingente obra de Picasso, que por aquela época pintava um ou dois quadros por noite, e os vendia por cento cinquenta francos na Rue Laffite. Durante o Outono pintou Os dois saltimbancos (arlequim e a sua companheira) (Museu Pushkin, Moscou), Arlequim apoiado (MoMA, Nova Iorque) e acabou Evocação - O funeral de Casagemas. No Inverno pintou uma série de retratos a azul; o Retrato de Jaime Sabartés (Museu Picasso, Barcelona), o Retrato de Mateu Fernández de Soto (Museu Picasso, Málaga) e o Autorretrato azul (Museu Picasso, Paris).

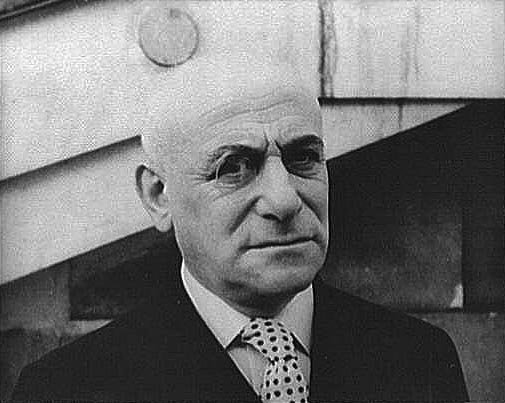
Max Jacob em 1934. Fotografia de Carl van Vechten.

No final de janeiro de 1902 rompeu o seu acordo com Mañach, e voltou a Barcelona. Começou a trabalhar no estudo de Ángel Fernández de Soto, no número 6 da rua Nou da Rambla, onde durante a Primavera a cor azul começou a dominar a sua obra. Com Fernández de Soto visitou os bordéis de Barcelona, o que ficou refletido numa série de desenhos eróticos entre os que se encontra um Autorretrato com nu (coleção privada, Alemanha); um desenho à tinta e aquarela de Ángel Fernández de Soto com uma mulher e La macarra (composição alegórica), propriedade do Museu Picasso de Barcelona. Em Paris, Mañach arranjou uma exposição de pinturas e pastéis na galeria Berthe Weill, de 1 a 15 de abril, com obras de Picasso e Lemaire, e outra em junho na mesma galeria com obras de Picasso e Matisse. Em Barcelona, chegou o momento do serviço militar para Picasso, ao que o seu tio deu as duas mil pesetas necessárias para evitar o cumprimento do serviço militar em outubro. Logo voltou a Paris com Sébastien Junyer, e mostrou as suas pinturas azuis pela primeira vez de 15 de novembro a 15 de dezembro numa exposição coletiva organizada por Mañach na galeria Berthe Weill.[carece de fontes?]
Dessa data um Retrato de Germaine que Acquavella Galléries adquiriu por 18,6 milhões de dólares num leilão de Christie's em 2006. Em dezembro de 1902 Picasso mudou-se um tempo para o apartamento de Max Jacob, no número 87 do Boulevard Voltaire; o quarto apenas dispunha de uma cama, e Picasso trabalhava de noite e dormia de dia, enquanto Jacob trabalhava. Picasso não podia comprar telas, e devia limitar-se a desenhar.

## A vida
Em janeiro de 1903 Picasso voltou a Barcelona. Na Primavera, começou o quadro La vie  ("A vida", Cleveland Museum of Fine Arts), um dos maiores e complexos quadros que pintou na sua época azul, considerado o trabalho mais importante destes anos; de um simbolismo infrequentemente obscuro para as suas primeiras obras e sujeito a múltiplas interpretações acadêmicas, sobre as quais o artista nunca se pronunciou. Picasso realizou quatro rascunhos preparatórios para o quadro, variando a composição das figuras; a figura masculina, que começou sendo um autorretrato, acabou sendo a do seu amigo Carlos Casagemas.
A Vida resume a maior parte dos temas e a atmosfera da época azul: o pessimismo nihilista desenvolvido na sua época de formação em Barcelona, recrudescido sob as dificuldades materiais que sofre na época. "Acredita que a Arte é filha da Tristeza e da Dor", dizia o seu amigo Jaime Sabartés. A solidão das crianças, a miséria de pobres, mendigos e cegos ficam descritos amplamente nos quadros desse momento: As Duas irmãs (1902), Miseráveis diante do mar (1903), O velho guitarrista cego (1903), O asceta (1903) e A Celestina (1904) contam-se entre as primeiras obras mestras de Picasso.

## Paris e o período rosa
Por volta do fim de 1903 Picasso começou a pensar que somente estabelecendo-se permanentemente na França a sua reputação ultrapassaria as fronteiras da Espanha. Trasladou-se ao estudo do escultor Pablo Gargallo (1881-1934), que naquele momento estava em Paris, no número 28 do Carrer del Comerç de Barcelona, onde finalizou A Celestina e começou um novo Retrato de Jaime Sabartés que finalizou na Primavera de 1904.
Em abril de 1904, Picasso instalou-se permanentemente no Bateau-Lavoir, ampliou e reafirmou o seu círculo de amizades entre a boemia artística da cidade, e conheceu a que seria o primeiro casal, Fernande Olivier. O seu interesse pelos pobres e os marginalizados traslada-se à boemia circense; arlequins, saltimbancos encheriam os seus quadros no período rosa de Picasso.